# Noblette
La Noblette est une petite rivière du département de la Marne qui prend sa source sur la commune de Saint-Remy-sur-Bussy et qui se jette dans la Vesle à Vadenay.
Longue de 21,6 km pour un bassin versant de 138 km2, elle traverse les communes de Bussy-le-Château, La Cheppe et Cuperly.
Elle possède un affluent sur la commune de Bussy-le-Château : le Marsenet.

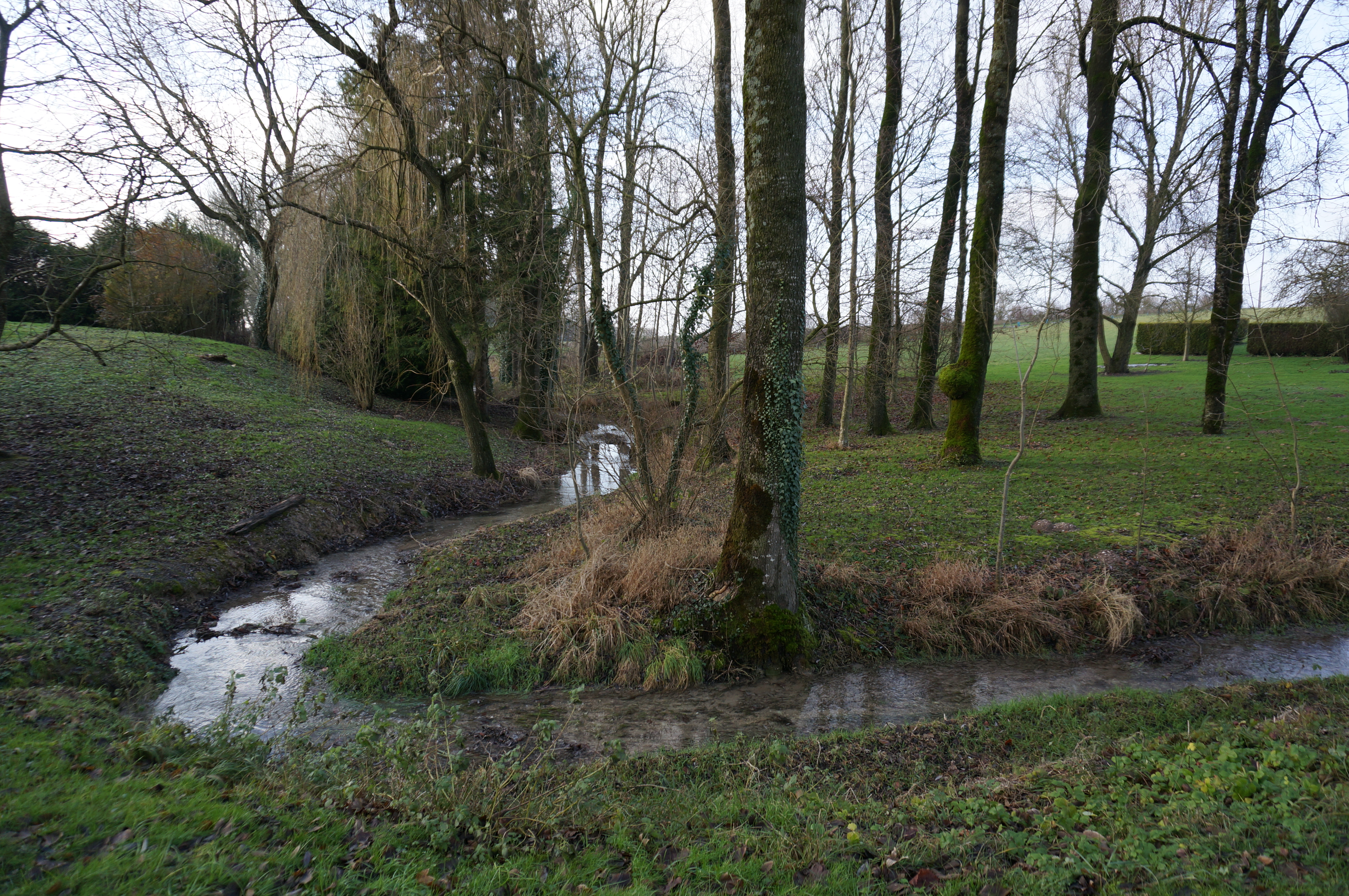
Vue de la Noblette à Saint-Remy-sur-Bussy.

Sur les bords de la Noblette, à La Cheppe, se trouve le « Camp d'Attila », vestiges d'un antique oppidum de plaine celte qui servit de relais militaire romain.
Une évocation en partie fantaisiste de ce cours d'eau : 

« On prêtait encore à la Noblette le pouvoir de secourir les femmes en gésine. Ce cours d'eau, d'ailleurs, prit des teintes vermeil en 451, lorsque le sang des cavaliers coalisés coula de leurs blessures et qu'Attila pris momentanément position dans les savarts de la pouilleuse. »

L'aérodrome de la Noblette, situé au sud de Mourmelon-le-Grand, et ayant existé durant la Première Guerre mondiale, portait son nom.